# 北寨乡
北寨乡，是中华人民共和国山西省晋中市榆社县下辖的一个乡镇级行政单位。

## 行政区划
北寨乡下辖以下地区：
北寨村、郭家社村、温泉村、东沟村、堡下村、曲里村、辉沟村、上城南村、东垴村、下城南村、郜村、高崖底村、白家庄村、牛槽沟村、马陵村、南寨村、五科村、千峪村、孟家庄村、仰天村、赵王村、东湾村、水磨头村和青峪村。